# Óscar Quiroz
Óscar Quiroz (Ipiales, 3 de Julho de 1994) é um ciclista colombiano profissional que atualmente corre para a equipa colombiana Coldeportes Bicicletas Strongman.

## Palmarés
2013
- 1 etapa da Volta ao Equador

2016
- 3 etapas da Volta a Nariño

2017
- 3º no Campeonato da Colômbia em Estrada

2018
- 2º no Campeonato da Colômbia em Estrada
- 1 etapa do Clássico RCN
- Grande Prêmio Comité Olímpico Nacional
- 1 etapa da Volta à Costa Rica

2019
- Campeonato da Colômbia em Estrada
- 1 etapa da Volta a Colômbia
- 2 etapas do Clássico RCN

## Equipas
- Orgullo Antioqueño (2015)
- Mundial de Tornillos (2016)
- GW Shimano (04.2017)
- Burgos-BH (05.2017-12.2017)
- Bicicletas Strongman (2018-)
  - Bicicletas Strongman Colombia Coldeportes (2018)
  - Coldeportes Bicicletas Strongman (2019)